# Heinrich von Heuel
Heinrich Franz Heuel (* 28. März 1648 in Attendorn; † 1722 in Wien) war ein kaiserlicher Hofrat.

## Leben
Heinrich Franz Heuel wurde am 28. März 1648 in Attendorn geboren. Der Vater war Schuster, die Eltern sollen sehr arm gewesen sein. Trotz äußerst „ärmlicher Verhältnisse“, mit denen er in der Jugend zu kämpfen hatte, drängte ihn seine angeborene Befähigung unaufhörlich vorwärts. Auf dem Franziskaner-Gymnasium zu Attendorn erhielt er die grundlegende wissenschaftliche Ausbildung. Nach Vollendung des Gymnasial-Unterrichts bezog Heuel die Universitäten zu Köln und Mainz.
Im Jahre 1681 trat Dr. Heuel erstmals auf, als Gesandter des Markgrafen Ludwig Wilhelm von Baden auf einem Kongress in Frankfurt. In Baden fand er auch die Gefährtin seines Lebens, Ursula Brombach, welche von ihrem Großvater, der als Gesandter des Markgrafen von Baden am Friedensschluss in Münster und Osnabrück mitgewirkt hatte, Schloss und Herrschaft Tieffenau erbte. Nach diesem Schloss wählte auch der Kaiser den Adelstitel für Heuel; „von Heuel, von und zu Tieffenau“.
Von Mainz aus begab er sich nach Wien, wo seine Kenntnisse und Gaben ihm in kurzer Zeit Eingang in die Verwaltung des Kaisers Leopold I. verschafften. Er erreichte bald die Würde eines Reichshofrates und erhielt wegen seiner hervorragenden Verdienste um das Reich von Leopold I. in Wien am 2. Oktober 1697 den alten Reichs-Ritterstand als Heuel Edler Herr von und zu Tieffenau mit einem Wappen, und dann in Wien am 13. Februar 1707 vom Kaiser Josef I. den Reichsfreiherrn- und Pannierherrnstand als Freiherr von und zu Tieffenau unter Bestätigung des bisher geführten Wappens. Am 10. Juni 1707 erhielt er den böhmischen Inkolat und am 28. November 1718 den niederösterreichischen Ritterstand.
Auch bei den Nachfolgern Leopolds I., den Kaisern Josef I. und Karl VI. stand Heinrich Franz Heuel Freiherr von und zu Tieffenau in hohem Ansehen. Er starb im Jahre 1722 zu Wien, hochgeachtet und mit Hinterlassung eines bedeutenden Vermögens. 
Wenn er auch in der Ferne vom Glück allezeit begünstigt war, blieb Heinrich Franz Heuel Freiherr von und zu Tieffenau stets ein treuer Sauerländer. Auch in seinem letzten Willen gedachte er seiner Heimat. Durch letztwillige Verfügung schenkte er der Pfarrkirche zu Attendorn prachtvolle Paramente aus Goldstoff, ein silbernes Kreuz und sechs silberne Leuchter.
| Personendaten    | Personendaten         |
| ---------------- | --------------------- |
| NAME             | Heuel, Heinrich von   |
| ALTERNATIVNAMEN  | Heuel, Heinrich Franz |
| KURZBESCHREIBUNG | kaiserlicher Hofrat   |
| GEBURTSDATUM     | 28. März 1648         |
| GEBURTSORT       | Attendorn             |
| STERBEDATUM      | 1722                  |
| STERBEORT        | Wien                  |